# Perithalera oblongula
Perithalera oblongula là một loài bướm đêm trong họ Geometridae.